# Type Merson
Les timbres au type Merson sont des timbres d’usage courant français, dessinés par Luc-Olivier Merson et émis le 4 décembre 1900. Ils sont retirés de la vente, selon les valeurs, pendant les années 1920. 

## Conception générale
Le motif des timbres au type Merson rejoint les thèmes allégoriques inaugurés avec les timbres au type Sage et représente « La République assise, gardienne de la Paix ». La plupart des timbres sont gravés par Auguste Thévenin.
Ces timbres de grand format (deuxième série en France), à dentelure 13½ x 14 ou non dentelés, imprimés en typographie sur des feuilles de 75 timbres, sont les premiers timbres bicolores utilisés en France. L’impression en deux fois (un passage pour chaque couleur), technique encore imparfaitement maîtrisée, est à l'origine des nombreuses variétés de couleurs et de position des couleurs. Pour faire face à la pénurie de papier pendant la Première Guerre mondiale, certaines feuilles sont imprimées sur du papier dit « G.C. » (Grande Consommation), de qualité médiocre.
Le format et les deux couleurs s'expliquent par la forte valeur faciale des Merson qui servent conjointement avec les plus faibles valeurs des types Blanc et Mouchon mis en circulation à la même date.

## Utilisation postale

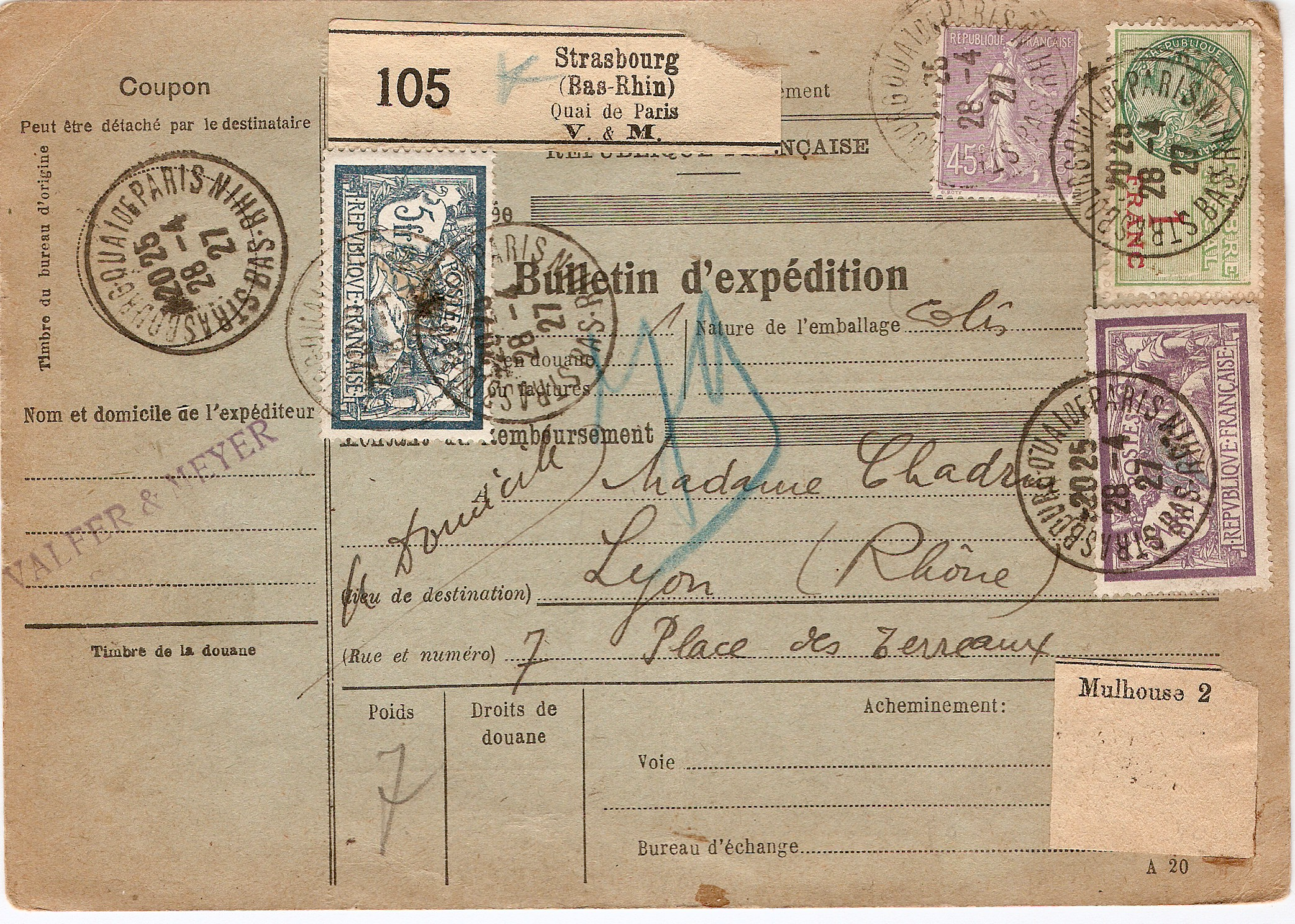
Utilisation de deux timbres au type Merson 3f (1925) et 5f (1900, tirage de 1922) pour un bordereau d'expédition de colis d'Alsace-Lorraine en 1927.

Les émissions des timbres au type Merson se sont échelonnées entre 1900 et 1927.
| Date | Faciale | Couleurs                              | Notes                                                 |
| ---- | ------- | ------------------------------------- | ----------------------------------------------------- |
| 1900 | 40 c    | rouge et bleu                         |                                                       |
| 1900 | 50 c    | brun et gris                          |                                                       |
| 1900 | 1 F     | lie-de-vin et olive                   |                                                       |
| 1900 | 2 F     | violet et jaune                       |                                                       |
| 1900 | 5 F     | bleu et jaune                         |                                                       |
| 1906 | 45 c    | vert et bleu                          |                                                       |
| 1920 | 60 c    | violet et bleu                        |                                                       |
| 1920 | 2 f     | orange et vert                        |                                                       |
| 1922 | 45 c    | vert et bleu + surcharge noire        | préoblitéré                                           |
| 1923 | 1 F     | lie-de-vin et olive + surcharge bleue | Congrès philatélique Bordeaux (40 000 exemplaires)    |
| 1925 | 3 F     | violet et bleu                        |                                                       |
| 1925 | 20 F    | lilas-rose et vert                    |                                                       |
| 1926 | 10 F    | vert et rouge                         |                                                       |
| 1927 | 3 F     | lilas et carmin                       |                                                       |
| 1927 | 2 F     | orange et vert + surcharge bleu-noir  | Poste aérienne (90 000 exemplaires)                   |
| 1927 | 5 F     | bleu et jaune + surcharge noire       | Poste aérienne (90 000 exemplaires)                   |
| 1929 | 2 F     | orange et vert + surcharge bleu-noir  | Exposition philatélique Le Havre (90 000 exemplaires) |

Les fortes valeurs faciales des types Merson leur ouvrent une grande plage d'usages : lettres recommandées, lettres par express, lettres de différents types pour l'étranger, envoi en valeur déclarée, lettres chargées, poste aérienne (les timbres portent en surcharge les mots « Poste Aérienne » surmontés de la silhouette d'un avion), colis postaux d'Alsace Lorraine.
Le 45 c vert et bleu de 1906 a été surchargé comme préoblitéré en 1922.
Un certain nombre d'entre eux sont surchargés à l'occasion d'expositions philatéliques (telles celles de Bordeaux en 1923 et du Havre en 1929). D'autres, revêtus des surcharges « ANNULÉ » ou « SPÉCIMEN », servent à la formation du personnel des Postes lors de cours d'instruction.
- Série 1re émission : 1900

Série 1ère émission : 1900
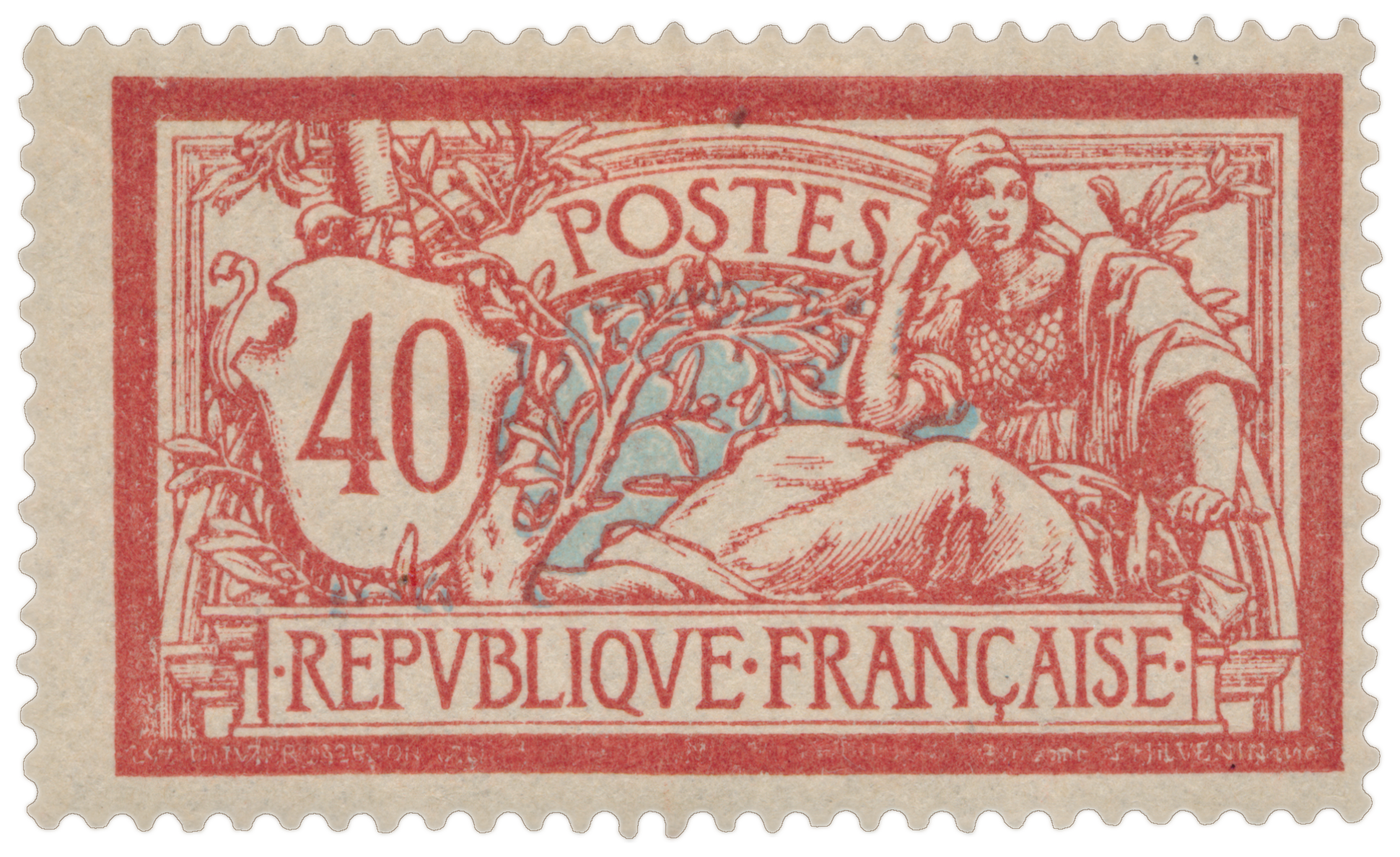
40 c. rouge et bleu
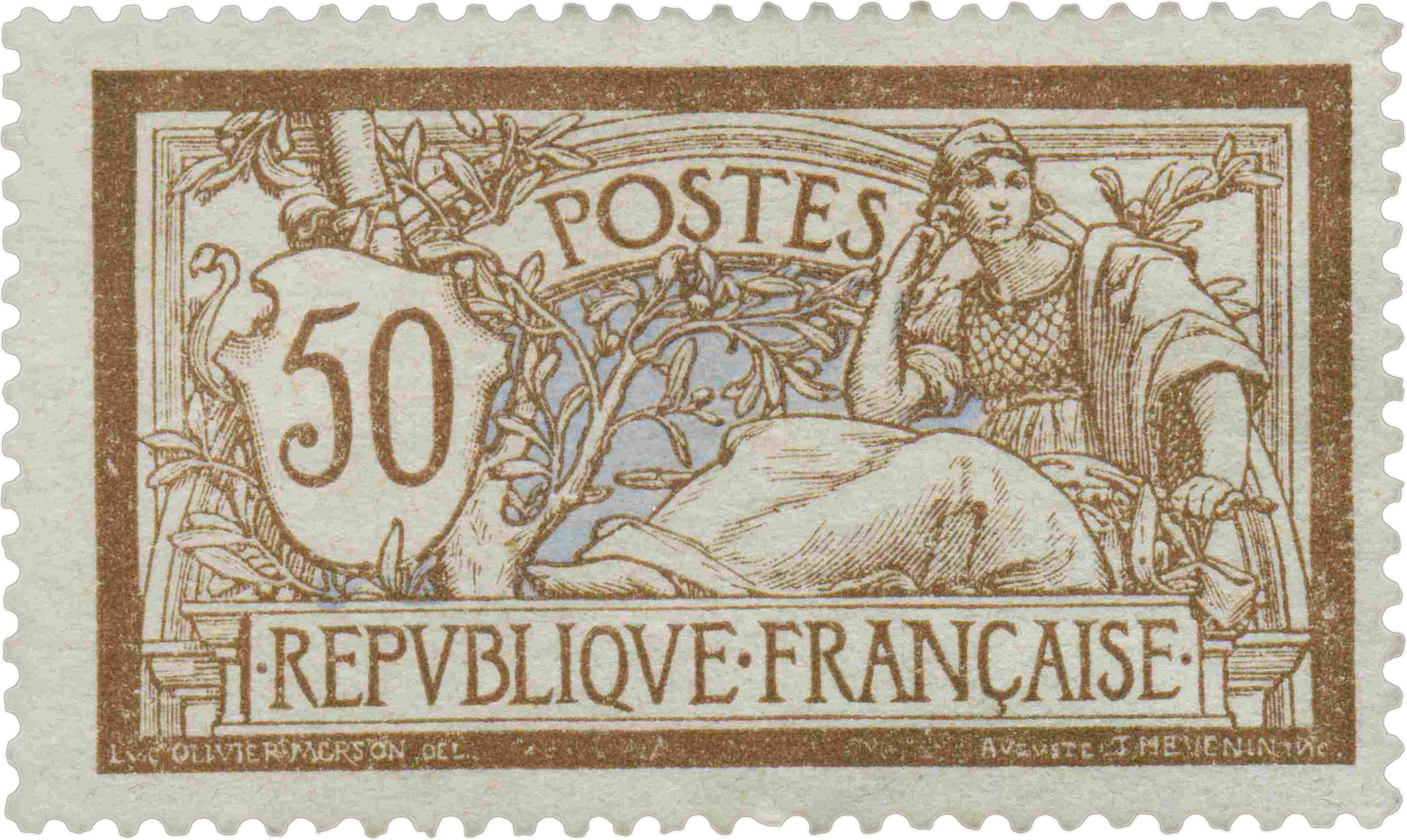
50 c. brun et gris
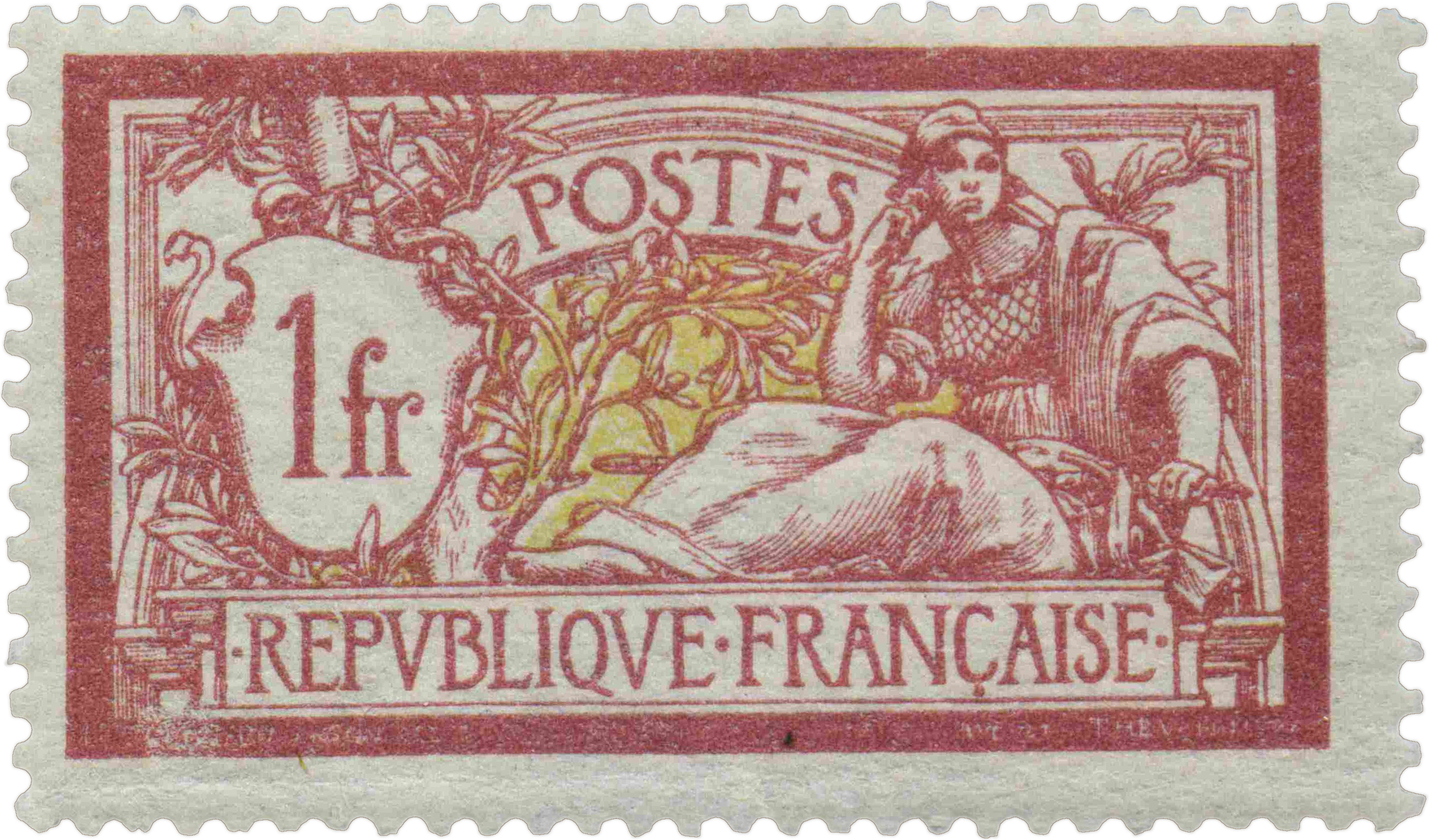
1 F. lie-de-vin et olive
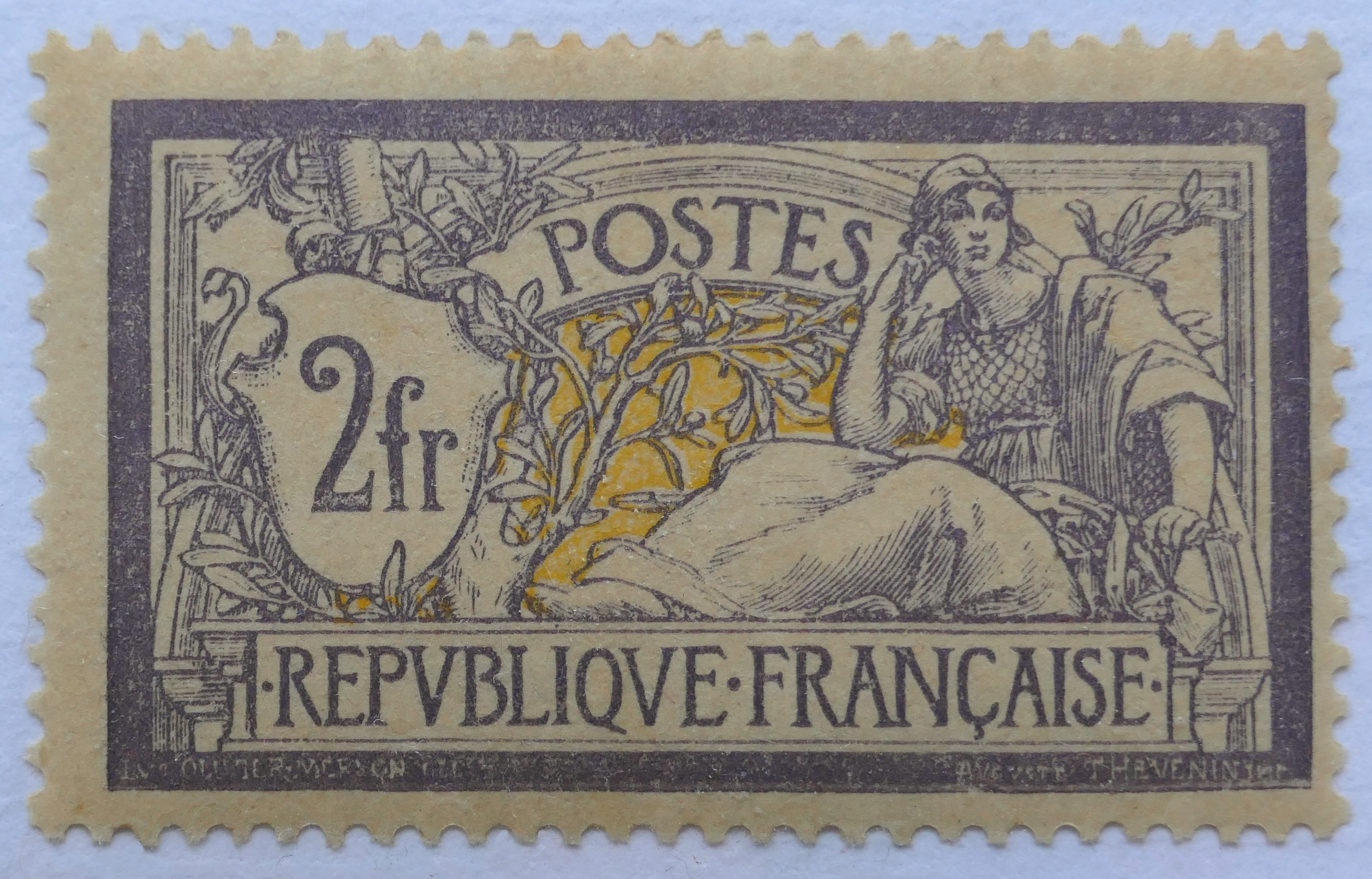
2 F. violet et jaune
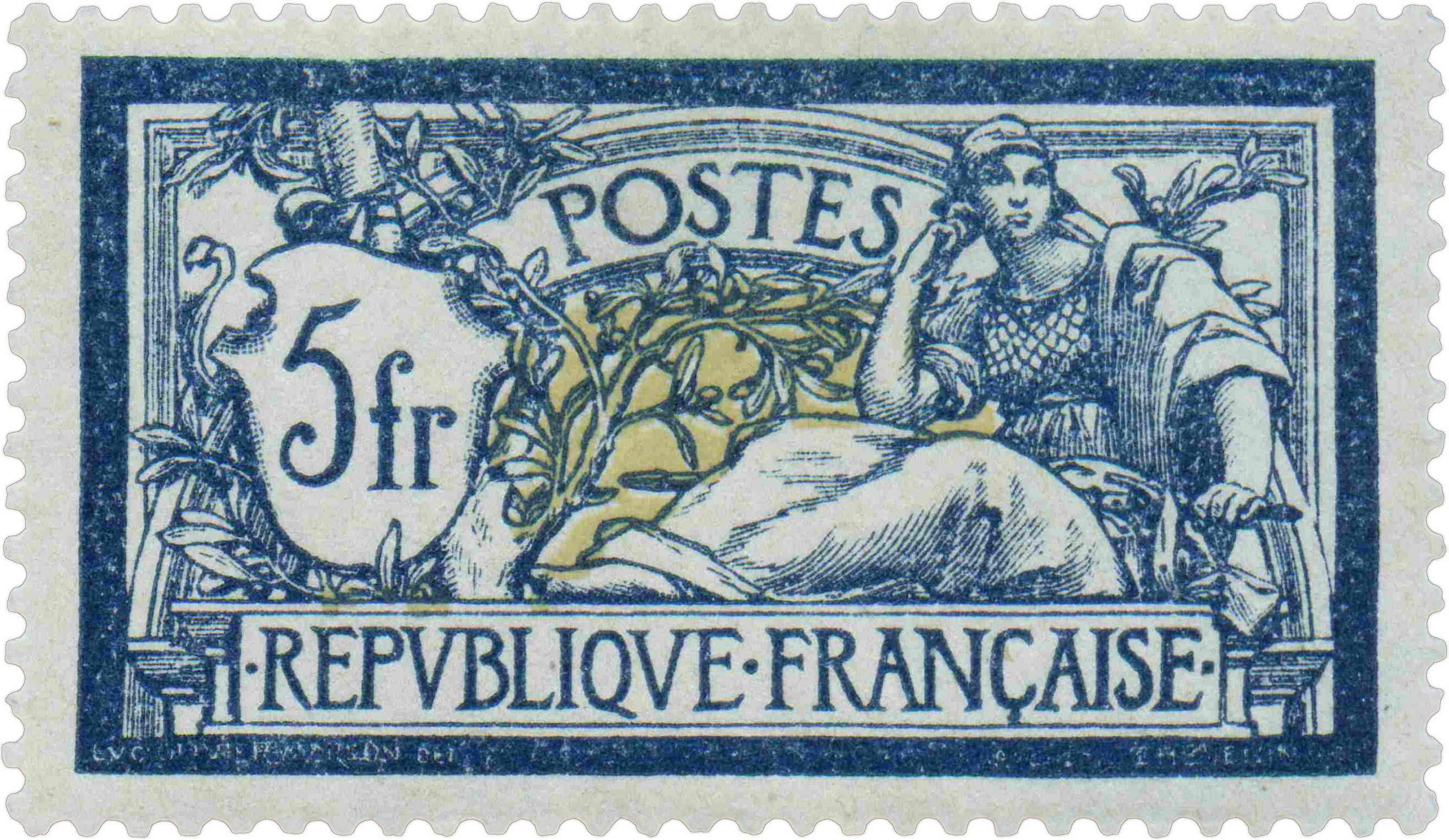
5 F. bleu et chamois

## Utilisation hors métropole

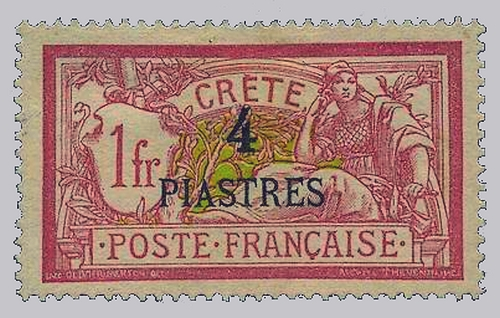
Type modifié pour servir en Crète avec surcharge 4 piastres, vers 1920.

Les timbres au type Merson ont également servi surchargés dans des pays ou bureaux sous dépendance française.
Dans la plupart des cas ils ont été surchargés avec le nom du pays : Alaouites (Syrie), Alexandrie, Algérie, Andorre, Chine, Cilicie, Liban, territoire de Memel, Syrie. Au Levant (Empire ottoman), une émission de 1921 ne contenait que des surcharges en piastres sans mention de pays.
D'autres ont fait l'objet d'un tirage modifié (où la mention du pays figure dans le cartouche qui contient FRANCE dans l'émission originale : Alexandrie, Cavalle, Chine, Crète, Dédéagh, Levant (Empire ottoman), Maroc, Port-Saïd.
Enfin, ces émissions ont fait l'objet d'autres surcharges pour d'autres pays ou pour des situations spécialisées :
- Sur les timbres du Maroc : Tanger ;
- Sur les timbres du Levant : Castellorizo, Île Rouad, Syrie.